# Vsevolod Ivanovitch de Russie
Vsevolod Ivanovich de Russie, prince de Russie, est né le 20 janvier 1914 à Saint-Pétersbourg, dans l'Empire russe, et décédé le 18 juin 1973 à Londres, au Royaume-Uni. Issu de la branche des princes Konstantinovitch, dont il est le dernier représentant, c'est un membre de la maison Romanov.

## Famille

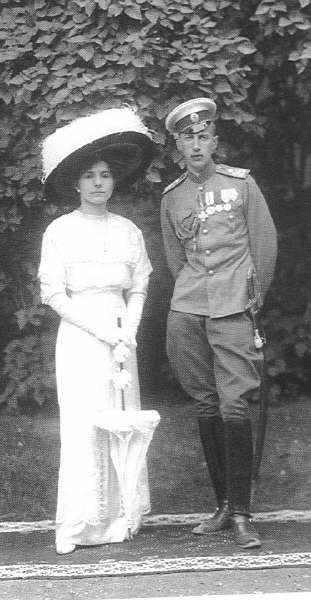
Hélène de Serbie et Ioann Konstantinovitch de Russie, vers 1911.

Le prince Vsevolod est le fils du prince Ioann Konstantinovitch de Russie (1886-1918) et de son épouse la princesse Hélène de Serbie (1884-1962). Par son père, il est donc l'arrière-arrière-petit-fils du tsar Nicolas Ier de Russie (1796-1855) tandis que par sa mère, il a pour grand-père le roi Pierre Ier de Serbie (1844-1921).
Le 31 mai 1939, Vsevolod épouse, à Londres, Lady Mary Lygon (1910-1982), fille de William Lygon (1872-1938), comte Beauchamp et ancien gouverneur de Nouvelle-Galles du Sud (1899-1901), et de Lady Lettice Grosvenor (1876-1936), sœur du duc de Westminster. De ce mariage, qui se termine par un divorce en février 1956, ne naît aucun enfant.
En mars 1956, Vsevolod se remarie à Émilie de Gosztony (1914-1993), dont il finit par divorcer en février 1961. Le 8 juin 1961, il épouse Vally Knust (1930-2012), fille de Cyril Knust. De ces deux autres mariages, ne naît aucun enfant.

## Biographie

### Premières années
Fils aîné du prince Ioann Konstantinovitch de Russie et de son épouse la princesse Hélène de Serbie, Vsevolod voit le jour le 20 janvier 1914 au Palais de Marbre, à Saint-Pétersbourg. Dernier Romanov à naître dans l'Empire russe (si l'on excepte le grand-duc Vladimir Kirillovitch de Russie, né en Finlande en 1917), l'enfant reçoit, le lendemain de sa naissance, le titre de « prince du sang impérial » et le rang d'altesse par son cousin le tsar Nicolas II de Russie.
Le 25 janvier 1914, l'empereur, sa femme Alexandra Feodorovna et sa mère l'impératrice douairière Maria Feodorovna, participent au baptême du prince, qui se déroule dans la chapelle du Palais de Marbre. Parmi les parrains et marraines de l'enfant, on compte sa grand-mère, la princesse Élisabeth Mavriekievna, et le tsar Nicolas II lui-même.
Le prince vit d'abord avec ses parents au Palais de Pavlovsk. Cependant, lorsque la Première Guerre mondiale éclate, son père part pour le front tandis que sa mère organise un hôpital militaire avec sa tante Olga Constantinovna de Russie, à Pavlosk. Vsevelod et sa sœur Catherine sont alors laissés aux soins de leur grand-mère paternelle, à Saint-Pétersbourg.

### La Révolution russe

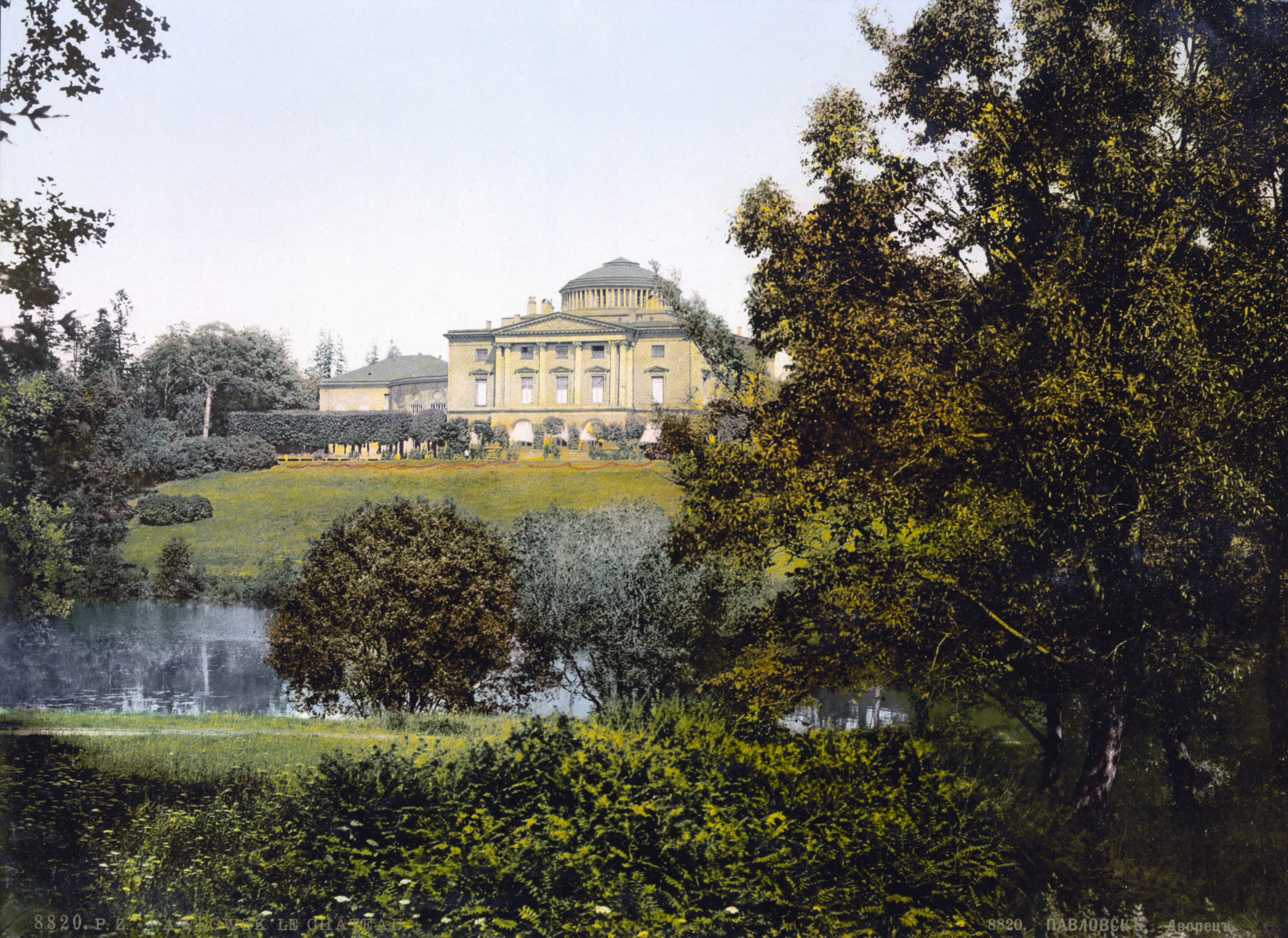
Le palais de Pavlovsk à la fin du XIXe siècle.

Après la Révolution de Février, la grand-mère de Vsevolod se retire à Pavlovsk avec ses deux plus jeunes enfants, ses petits-enfants et d'autres membres de sa famille pour échapper au chaos qui règne à Saint-Pétersbourg. Lorsque la mission diplomatique serbe quitte la Russie en 1918, elle propose à la princesse Hélène, fille du roi Pierre Ier, et à sa parentèle de les placer sous sa protection et de les amener en Finlande. Cependant, les princes russes déclinent l'offre et restent à Pavlovsk. 
Après l'arrivée au pouvoir des communistes, le prince Ioann Konstantinovitch, père de Vsevolod, et deux de ses oncles, Konstantin et Igor Konstantinovitch, sont déportés dans l'Oural, avant d'être assassinés avec d'autres parents à Alapaïevsk, en juillet 1918. La princesse Hélène, qui a choisi de suivre son mari au moment de son arrestation, passe également plusieurs mois en prison mais parvient finalement à s'échapper avant d'être exécutée.[pas clair] De leur côté, Vsevolod et sa sœur restent sous la garde de leur grand-mère au Palais de Marbre. 
La situation devenant de plus en plus difficile pour les derniers Romanov encore en liberté, la princesse Élisabeth Mavriekievna décide de quitter la Russie. Grâce à l'invitation de la reine Victoria de Suède, elle parvient à obtenir un laissez-passer pour Stockholm. En octobre 1918, la princesse, son fils Georges, sa fille Vera, son petit-fils Vsevosold, sa petite-fille Catherine et quatre domestiques quittent ainsi la Russie bolchevique. Le groupe voyage d'abord jusqu'à Tallinn, en Estonie, avant de traverser la mer Baltique jusqu'en Finlande. À Helsinki, la famille embarque sur le navire Ångermanland et voyage jusqu'à Mariehamn et Stockholm. Dans la capitale suédoise, elle est reçue par le prince Gustave Adolphe, qui la conduit au palais royal.

### L'Exil

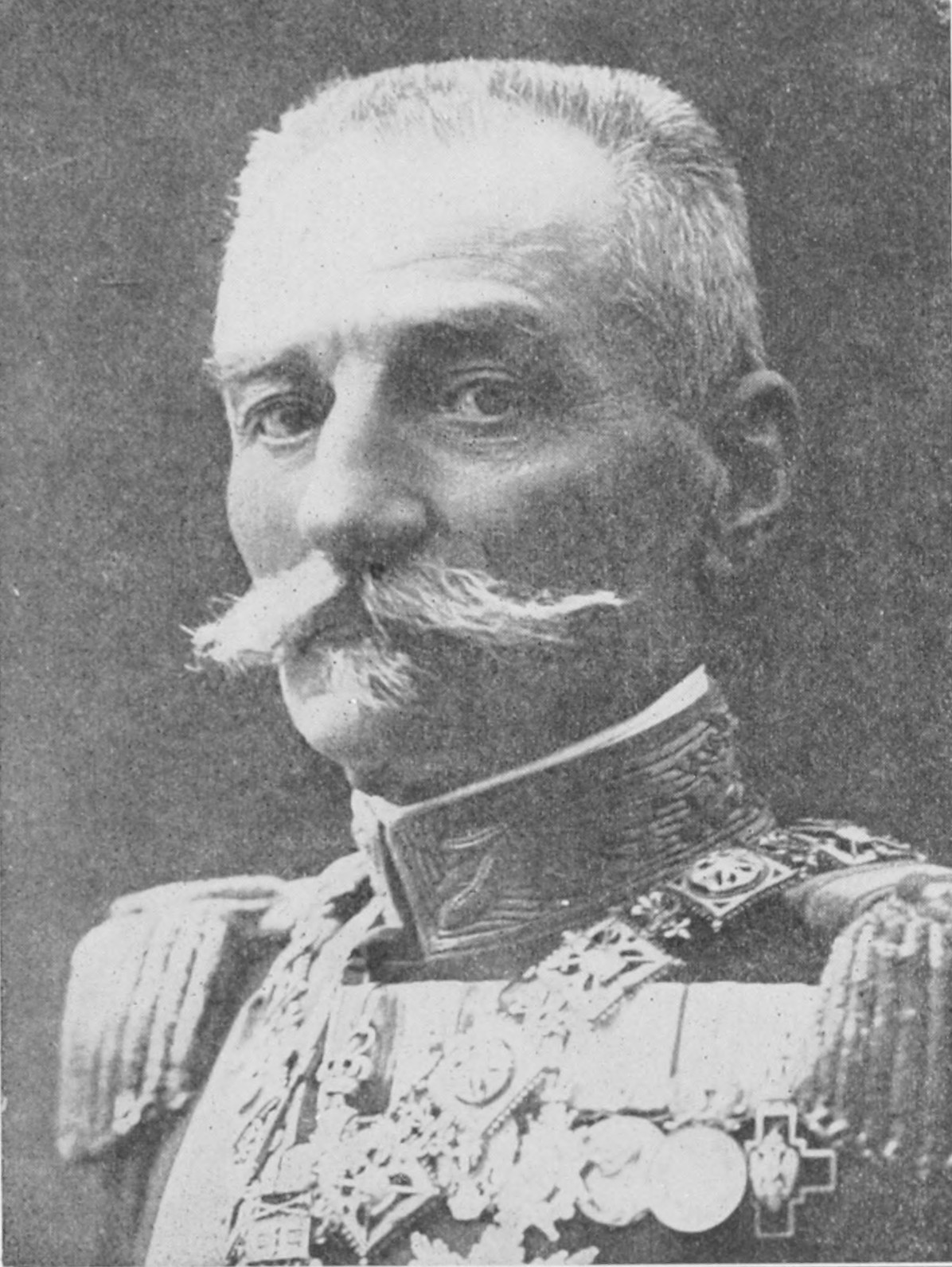
Le roi Pierre Ier de Serbie.

Après quelque temps passé à se reposer au palais royal de Stockholm, Vsevosold et sa famille partent pour une petite ville thermale, où ils ont le bonheur de retrouver la princesse Hélène de Serbie, en 1919. Les Konstantinovitch se rendent ensuite à Paris, puis à Belgrade, auprès de Pierre Ier, désormais roi des Serbes, des Croates et des Slovènes. Après la mort du souverain en 1921, son successeur, Alexandre Ier, achète à sa sœur une villa au Cap Ferrat, dans le sud de la France. Finalement, la famille s'installe en Angleterre après quelques années.
Au Royaume-Uni, le prince Vsevolod suit des cours à Eton et Oxford. Il fait de la boxe et représente Eton et Oxford dans différentes compétitions. En octobre 1933, Vsevolod est opéré de l'appendicite à Londres. À partir de l'année suivante, on le voit régulièrement apparaître dans les événements organisés par la bonne société. Il rend visite à la reine Mary en juillet 1936, participe au baptême du prince Victor-Emmanuel de Savoie en juin 1937 et préside un gala de bienfaisance en faveur des émigrés russes blancs en décembre de la même année. 
Connu sous le nom de « Mr Romanof », il monte une boutique de lubrifiants dans le nord de Londres. Relativement désargenté, il mène un train de vie modeste, en comparaison de celui de ses différents cousins.

### Le prince et Lady Mary
Le 1er février 1939, le prince Vsevolod annonce ses fiançailles avec Lady Mary Lygon, fille du comte Beauchamp. Le mariage civil se déroule le 31 mai 1939, à Chelsea, en présence de deux des sœurs de la mariée, de deux témoins et d'un prêtre russe. La cérémonie religieuse est organisée le lendemain dans l'église orthodoxe russe de Buckingham Palace Road. Parmi les témoins du marié se trouvent les grands-ducs Vladimir Kirillovitch et Dimitri Pavlovitch de Russie ainsi que le prince Dimitri Alexandrovitch de Russie. À l'occasion de ses épousailles, Lady Mary est titrée princesse Romanovsky-Pavlovsky, par le grand-duc Vladimir Kirilovich.
Le couple s'installe ensuite dans une grande maison située à Lennox Gardens tandis que le prince travaille pour Saccone & Speed Wine Merchants, à Londres. 
Lorsque éclate la Deuxième Guerre mondiale en 1939, Vsevolod s'engage comme volontaire dans l'Air Raid Precautions. Son rôle consiste alors à vérifier que le black-out est observé, à alerter contre les raids aériens, à évacuer les quartiers entourant les bombes non explosées, à aider les blessés et à trouver des logements pour les victimes des bombardements. De son côté, la princesse Mary met en place la Princess Pavlovsky's Unit, une unité de la Croix-Rouge possédant sa propre ambulance. En 1940, le couple déménage dans une plus petite résidence située à Montpelier Walk, dans South Kensington. Le couple mène grand train malgré les restrictions dues à la guerre et donne de nombreux dîners et cocktails à l'attention des diplomates serbes. En guise de remerciement, le prince Vsevolod est d'ailleurs fait major de l'Armée serbe à cette époque. 
À partir de 1942, l'écrivain Evelyn Waugh séjourne à plusieurs reprises chez le couple entre deux actions militaires. Ami proche de la princesse Mary et de sa famille depuis les années 1930, Waugh n'apprécie pas du tout Vsevolod, qu'il accuse de lui avoir volé son amie. Dans son journal, l'auteur écrit ainsi : « Mon antipathie pour Vsevolod est si forte que je ne peux même pas m'asseoir dans la même pièce que lui. J'ai totalement perdu Mamie [surnom de Mary] ». Il juge par ailleurs la vie du prince russe sans intérêt depuis que son négoce en vin est fermé par la guerre.
Après la guerre, le prince Vsevolod et son épouse déménagent une nouvelle fois et s'installent dans une belle demeure de North terrace. Toujours sans enfant, le couple élève des pékinois, envers lesquels il se montre dévoué. Vsevolod devient par ailleurs le parrain du prince Georges Galitzine (en mai 1947) et de la princesse Victoria de Prusse (en mai 1952). 
À partir de 1948, le mariage de Vsevolod et de Mary commence à aller à la dérive. Le couple a toujours eu l'habitude de boire beaucoup et Mary sombre dans l'alcoolisme et la dépression. Bientôt, le couple se jette des assiettes à la figure. Les amis de Mary considèrent que le prince a dilapidé sa fortune. En 1952, le ménage est brisé mais continue à partager un appartement, sans toutefois se parler. L'année suivante, Vsevolod et Mary déménagent pourtant dans un appartement situé à Hove, dans le Sussex. Désargentée, Mary est contrainte de vendre ses bijoux. Son frère, le nouveau comte Beauchamp, et sa sœur Lady Lettice proposent alors au couple de venir vivre séparément dans leurs résidences respectives, ce qu'ils ne peuvent accepter. Peu après noël 1953, Vsevolod quitte finalement le domicile conjugal. Durant l'année 1954, la santé mentale de Mary décline. Le couple finit par divorcer en février 1956 sur la base de l'adultère de Vsevolod.

### Dernières années
En mars 1956, le prince Vsevolod épouse sa maîtresse Emilia de Gosztoyi. Fille d'un marchand hongrois, elle reçoit le titre de princesse Romanovsky du grand-duc Vladimir. Toujours aussi désargenté, le prince vend chez Christie's, en mars 1957, plusieurs toiles de maître parmi lesquelles un portrait du tsar Paul Ier, un autre du grand-duc Constantin et un autre du tsar Alexandre Ier. Après cinq années, le second mariage du prince Vsevolod se termine par un divorce en février 1961. 
Le 8 juin 1961, Vsevolod se remarie, à Londres, à Valli Knust, une jeune femme de seize ans plus jeune que lui. Comme les deux épouses précédentes de Vsevolod, elle est titrée princesse Romanovsky par le grand-duc Vladimir. Le mariage est très heureux, mais il reste stérile. En janvier 1966, Vsevolod est nommé assistant personnel du président du conseil d'administration de la holding United Guarantee. 
En juin 1970, Vsevolod subit une opération à Londres : c'est le début d'une longue et douloureuse bataille contre le cancer. Il meurt à Londres le 18 juin 1973. Ses funérailles se déroulent une semaine plus tard à l'église orthodoxe russe de Kensington. Parmi les personnalités présentes à la cérémonie, on compte l'ancien régent Paul de Yougoslavie et son épouse Olga de Grèce ainsi que le prince Vassili Alexandrovitch de Russie et son épouse la princesse Nathalia Galitzine. 
Avec la mort du prince Vsevolod s'éteint la branche des princes Konstantinovitch de la maison Romanov.